# 아와국 (도카이도)

아와 국

아와국(安房国 아와노쿠니[*])은 일본 도카이도에 있던 옛 구니이다. 현재의 지바현 남부에 해당한다. 안슈(安州)라고도 한다.

## 연혁
율령 체제가 정착한 초기인 718년에 행정 체계가 갖추어졌다. 센고쿠 시대에는 사토미 씨가 지배하였다.

## 군
- 아와군(安房郡)
- 헤이군(일본어판)(平郡)
- 아사이군(일본어판)(朝夷郡)
- 나가사군(일본어판)(長狭郡)